# 釋日常
釋日常（1929年2月24日—2004年10月15日），臺灣佛教法師，俗名黃靜生，出生於江蘇省崇明縣 （今位於上海市境內），臺南工學院（今國立成功大學）土木工程系畢業。
日常法師以弘揚顯教的《菩提道次第廣論》（簡稱《廣論》）及開創福智僧團與里仁事業著稱；曾住錫新竹縣鳳山寺等處，並曾至世界多地宣講《菩提道次第廣論》、成立「廣論研討班」。

## 生平
1929年，黃靜生出生於江蘇省崇明縣，從小即在父親教導下學習儒家經典，父親亦以「世間第一等人是出家人」鼓勵他以出家利益眾生為志。
1947年黃靜生因國共內戰局勢紛亂，隨其叔父前往臺灣避難，隨後進入省立臺南工學院（今國立成功大學）土木工程系就讀。1957年至1959年，他在臺灣省立成功大學（今國立成功大學）土木工程系擔任助教。
1950年因深究佛學，在南投縣水里鄉蓮因寺，皈依於懺雲法師，依法師修道。
1965年，黃靜生在苗栗縣獅頭山元光寺本明法師門下剃度出家，取法名為「釋日常」，人稱「日常法師」，並於苗栗法雲寺受具足戒；當時，他以「修習淨土宗念佛法門，求生極樂世界」為主要志業。
1966年，日常法師因協助印順法師改建位在外雙溪的「報恩小築」，受印順法師督促深入經藏，並獲贈《菩提道次第廣論》海內孤本。隨後，他在新竹市青草湖福嚴精舍依循印順法師學習經論，並受於精舍授課的仁俊法師啟發甚多。後來，當仁俊法師在新店修築「同淨蘭若」時，日常法師也追隨前往。
1972年，日常法師於美國佛教會駐臺譯經院，講解佛教經論，並受紐約美國佛教會邀請隨仁俊長老赴美東弘法，駐錫大覺寺；同年冬天，印順法師前往美國紐約療養，日常法師曾短暫擔任他的侍者。
1973年，日常法師隨侍印順法師，短暫回到臺灣，隨後再度回到美國，並於此後居留紐約十年；其間除在大覺寺弘法外，也常到附近各佛學社團演講。
1974年，日常法師經日慧法師引介認識張澄基教授，並對藏傳佛教產生興趣，開始研究《菩提道次第廣論》（簡稱《廣論》），展開其以《廣論》修持為主的志業。日常法師弘揚《廣論》，外傳其已放棄淨土宗，但在其開示中仍不斷讚揚念佛法門之殊勝。
1975年，聖嚴法師前往美國擔任大覺寺住持，並與日常法師結為好友。
1976年，日常法師於紐約長島菩提精舍閉關，並與十六世大寶法王會面。
1981年底，日常法師受沈乃宣居士促請前往洛杉磯，並在其人檀施下創辦「大覺蓮社」。
1982年，日常法師在美國加州洛杉磯開始講授《廣論》。
1984年，日常法師受淨空法師邀請返回臺灣共同創辦「華藏講堂」，並參與成立「佛陀教育基金會」且親自擔任董事，且同時在臺灣及美國兩地傳教弘法，開始在華藏講堂講授《廣論》；在他離開臺灣期間，講堂由此開啟互相研討《廣論》之風氣。
1986年到1987年間，日常法師至印度達蘭薩拉辯經學院求法。
1988年，日常法師返回臺灣募集款項重新標點、校正《菩提道次第廣論》；該版本為法尊法師翻譯《廣論》以來首次新版，總共發行3000冊。之後，他應廣化法師邀請受聘為南普陀佛學院副院長兼教務長，並於該學院正式開講《廣論》。
1989年，華藏講堂正式成立「《廣論》研討班」。日常法師發行《廣論教學錄音帶》50卷，最後增至160卷。
1992年，日常法師成立福智僧團。
1993年，日常法師開始講授《法華經》、《了凡四訓》、《俞淨意公遇灶神記》、《阿底峽尊者傳》等，並成立財團法人福智寺；同年九月，他接受心聖尼師供養，率領男眾僧團進駐新竹縣鳳山寺並隨即建立佛學院，由其師長十四世達賴喇嘛親授予「正法林佛學院」名稱。
2000年，鳳山寺首次傳授三壇大戒。
2001年，首次為在家居士授五戒，並在同年七月邀請阿闍梨達賴十四世蒞臨福智教育園區動工灑淨。
2002年二月，興辦祈願法會，由第一百任甘丹赤巴洛桑尼瑪仁波切主法。
2004年，於春節朝禮法會後，日常法師開始宣講《南山律在家備覽》。同年10月，日常法師赴廈門，僧俗弟子包括如起、如俊、如偉、如證法師等十餘人都陪伴在日常法師身旁。10月13日，日常法師召集在場弟子們並給予「這群人不能散」及「經論不可不學」等教誡。日常法師後於10月15日圓寂於廈門，享壽75歲，骨灰由其弟子迎回臺灣。日常法師歿後，所創的福智僧團交由俗家女弟子「真如老師」（本名金夢蓉，中國黑龍江人）接班 。
2006年，日常法師舍利塔於中國大陸建構完成後迎抵臺灣，暫時供奉於雲林縣古坑鄉大悲精舍。
2016年，弟子將其舍利尊勝塔迎回福智僧團駐地：福智斗六湖山分院。

## 志業
日常法師之志業乃在於漢地建立、保存、弘傳西藏宗喀巴大師的格魯派教法。

### 觀功念恩、代人著想
日常法師自命為「常敗將軍」。此乃勉勵弟子與在家眾學員在最終走上成佛這條道路上，每個人永遠從眼前腳下的這一步，依著道前基礎、下士道、中士道、上士道這樣的次第步驟向上跨上去；永遠和自己的煩惱鬥而不要被自己的煩惱征服、不要被自己的煩惱打敗。日常法師勉勵在家居士和所有學員，對於有情眾生應該片刻不離地觀察他人的功德，以及思維對我或其他眾生的恩惠（觀功念恩）、觀待他人的利益如同觀待自己的利益（代人著想）。

### 光復大地、淨化人心
由於日常法師眼見台灣農業生產過程裡大量使用農藥、化學肥料、食品加工過程裡廣泛使用為了增添色香味卻不利人體的化學添加物，不但傷害了與人類有平等生存權利的無辜眾生，最後受傷最重的必定是高居食物鏈最上層、自掘墳墓的人類自己；設想長此以往，人類不是因為吃了太多有毒物質而病死，要不就是餓死，最後不免為了搶奪乾淨的生存資源而相互征戰而死。緣此籌設「慈心有機農業發展基金會」，由義工參與台灣的有機蔬果、安全的食品加工認證以及推廣工作。目標是：光復大地，淨化人心。福智佛教基金會在台灣雲林縣古坑鄉麻園村向台灣糖業公司承租土地，籌設從幼稚園到大學體系一貫的「福智教育園區」，還有終身學習部，並附設由義工打理並且提供學生下田實作、採用有機農耕法的「麻園農場」。目前有幼兒園、小學、中學、高中，大學部尚在籌備中。

## 接班人爭議
2017年7月16日，福智僧團發表註銷梵因法師寺籍之正式聲明。
2017年7月24日，福智僧團發表聲明，對指控及流言做出澄清，表示不論是僧團或真如老師，都嚴守三乘律儀。
2017年7月27日，福智僧團釋出真如老師對指控事件的回應「當風雨來臨，好好皈依持戒，堅持你行善的路」。
2017年9月11日，福智僧團結束結夏安居，發表解夏後聲明澄清：真如老師是日常法師生前擇定的接班人，女性上師帶領僧眾學習，亦有經典依據及前例可循。關於戒律部分，福智僧團表示：真如老師與比丘之間一直依律而行：第一，真如老師未曾參與任何「僧羯磨」；第二，真如老師不算與僧眾一起過夜。（分開住不算一起過夜，依照漢系的《南山律》與藏系的《一切有部律》「有隔、別戶，無罪。」）。一切依律而行，並無違犯。
2017年10月27日，福智僧團釋出一份由鳳山寺前住持如證法師、如俊法師、如起法師、如群法師、及福智文教基金會盧克宙總幹事共同說明日常法師圓寂過程的影片。

## 外部連結
- 福智僧團全球資訊網 （页面存档备份，存于）
- 福智官方網站--福智全球資訊網 （页面存档备份，存于）
- 福智佛教基金會 （页面存档备份，存于）
- 福智文教基金會 （页面存档备份，存于）
- 慈心有機農業發展基金會 （页面存档备份，存于）
- 慈心有機驗證 （页面存档备份，存于）
- 里仁事業股份有限公司 （页面存档备份，存于）
- 澈見網路電視台 （页面存档备份，存于）